# فابريتسيو دي أنغيليس
فابريتسيو دي أنغيليس (بالإيطالية: Fabrizio De Angelis)‏ هو منتج أفلام وكاتب سيناريو ومخرج إيطالي، ولد في 15 نوفمبر 1940 في روما في إيطاليا.

## وصلات خارجية
- فابريتسيو دي أنغيليس على موقع IMDb (الإنجليزية)
- فابريتسيو دي أنغيليس على موقع ألو سيني (الفرنسية)
- فابريتسيو دي أنغيليس على موقع قاعدة بيانات الأفلام السويدية (السويدية)
- فابريتسيو دي أنغيليس على موقع كينوبويسك (الروسية)